# Poplarville
Poplarville è una città (city) degli Stati Uniti d'America, capoluogo della contea di Pearl River, nello Stato del Mississippi.